# Équipe de Belgique de football en 1933
Maillots
Chronologie
Saison précédente Saison suivante
Le bilan de l'équipe de Belgique de football en 1933 illustre parfaitement le manque de régularité qui la caractérise singulièrement lors des deux saisons qui précèdent la Coupe du monde de 1934. Avec 5 défaites pour 2 victoires et 2 nuls, les Diables Rouges alternent en effet le bon et le (beaucoup) moins bon tout au long de cette période.

## Résumé de la saison
L'année débute par une défaite honorable face à l'Italie à domicile (2-3) après avoir fait jeu égal et même mené à la marque au retour des vestiaires grâce à deux buts de Bernard Voorhoof, meilleur buteur cette année-là.
Suivent ensuite, après une lourde défaite (7-0) à l'occasion d'un intermède officieux contre une sélection régionale de joueurs issus d'Allemagne de l'Ouest le 26 février à Cologne, un bon match nul (3-3) face à la Suisse à Zurich et deux défaites, la première plutôt étonnante dans les chiffres (3-0) face aux Bleus à Colombes, la seconde un peu moins inhabituelle à domicile (1-3) face aux Pays-Bas.
Les Belges allaient toutefois prendre leur revanche (1-2) contre les Oranje, sur leurs terres, à Amsterdam un mois plus tard.
Le 4 juin, la Belgique arrache une belle victoire (0-1) face à la Pologne à Varsovie avant de subir la loi (4-1) de la Wunderteam autrichienne, alors à son apogée, une semaine plus tard à Vienne.
Cette dernière défaite allait cependant n'étre rien à côté de l'échec cuisant et douloureux (8-1) infligé par la Mannschaft en octobre à Duisbourg, la pire dégelée en dix ans depuis la fameuse déroute des Jeux de Paris face à la Suède.
La saison s'achève sur une note plus positive et un partage à domicile face au Danemark (2-2).

## Les matchs
| Match amical                                                     | Belgique         | 2 - 3   | Italie                          | Stade du Centenaire Laeken, Belgique                   |                                                        |
| 12 février 1933 · 14:30 heure locale · Historique des rencontres | Voorhoof 33e 47e | (1 – 1) | Meazza 25e 88e · Costantino 67e | Spectateurs : 35 000 Arbitrage : Walter Lewington (hu) | Spectateurs : 35 000 Arbitrage : Walter Lewington (hu) |
| 12 février 1933 · 14:30 heure locale · Historique des rencontres | Rapport          |         |                                 | Spectateurs : 35 000 Arbitrage : Walter Lewington (hu) | Spectateurs : 35 000 Arbitrage : Walter Lewington (hu) |

| Match amical                                                  | Suisse                               | 3 - 3   | Belgique                             | Stade du Hardturm Zurich, Suisse              |                                               |
| 12 mars 1933 · 15:00 heure locale · Historique des rencontres | M. Abegglen 7e · A. Abegglen 51e 57e | (1 – 1) | Desmedt 6e · Voorhoof 52e 90e (pen.) | Spectateurs : 25 000 Arbitrage : Stanley Rous | Spectateurs : 25 000 Arbitrage : Stanley Rous |
| 12 mars 1933 · 15:00 heure locale · Historique des rencontres | Rapport                              |         |                                      | Spectateurs : 25 000 Arbitrage : Stanley Rous | Spectateurs : 25 000 Arbitrage : Stanley Rous |

| Match amical                                                  | France                                | 3 - 0   | Belgique | Stade olympique Yves-du-Manoir Colombes, France |                                               |
| 26 mars 1933 · 15:00 heure locale · Historique des rencontres | Rio 34e · Langiller 74e · Nicolas 81e | (1 – 0) |          | Spectateurs : 30 000 Arbitrage : Stanley Rous   | Spectateurs : 30 000 Arbitrage : Stanley Rous |
| 26 mars 1933 · 15:00 heure locale · Historique des rencontres | Rapport                               |         |          | Spectateurs : 30 000 Arbitrage : Stanley Rous   | Spectateurs : 30 000 Arbitrage : Stanley Rous |

| Match amical                                                  | Belgique  | 1 - 3   | Pays-Bas                              | Bosuilstadion Deurne, Belgique                |                                               |
| 9 avril 1933 · 15:00 heure locale · Historique des rencontres | Saeys 62e | (0 – 2) | Bonsema (nl) 16e 44e · van Nellen 51e | Spectateurs : 45 000 Arbitrage : Thomas Crewe | Spectateurs : 45 000 Arbitrage : Thomas Crewe |
| 9 avril 1933 · 15:00 heure locale · Historique des rencontres | Rapport   |         |                                       | Spectateurs : 45 000 Arbitrage : Thomas Crewe | Spectateurs : 45 000 Arbitrage : Thomas Crewe |

| Match amical                                                | Pays-Bas | 1 - 2   | Belgique                   | Stade olympique Amsterdam, Pays-Bas           |                                               |
| 7 mai 1933 · 14:30 heure locale · Historique des rencontres | Adam 65e | (0 – 1) | Desmedt 11e · Voorhoof 79e | Spectateurs : 30 000 Arbitrage : Otto Ohlsson | Spectateurs : 30 000 Arbitrage : Otto Ohlsson |
| 7 mai 1933 · 14:30 heure locale · Historique des rencontres | Rapport  |         |                            | Spectateurs : 30 000 Arbitrage : Otto Ohlsson | Spectateurs : 30 000 Arbitrage : Otto Ohlsson |

| Match amical                                                 | Pologne | 0 - 1   | Belgique     | Stadion Wojska Polskiego Varsovie, Pologne             |                                                        |
| 4 juin 1933 · 17:00 heure locale · Historique des rencontres |         | (0 – 1) | Brichaut 39e | Spectateurs : 16 000 Arbitrage : František Cejnar (hu) | Spectateurs : 16 000 Arbitrage : František Cejnar (hu) |
| 4 juin 1933 · 17:00 heure locale · Historique des rencontres | Rapport |         |              | Spectateurs : 16 000 Arbitrage : František Cejnar (hu) | Spectateurs : 16 000 Arbitrage : František Cejnar (hu) |

| Match amical                                                  | Autriche                                      | 4 - 1   | Belgique     | Praterstadion Vienne, Autriche                |                                               |
| 11 juin 1933 · 18:00 heure locale · Historique des rencontres | Erdl (de) 29e · Binder 38e 49e · Sindelar 41e | (3 – 1) | Voorhoof 26e | Spectateurs : 42 000 Arbitrage : Thomas Crewe | Spectateurs : 42 000 Arbitrage : Thomas Crewe |
| 11 juin 1933 · 18:00 heure locale · Historique des rencontres | Rapport                                       |         |              | Spectateurs : 42 000 Arbitrage : Thomas Crewe | Spectateurs : 42 000 Arbitrage : Thomas Crewe |

| Match amical                                                     | Allemagne | 8 - 1   | Belgique   | Wedaustadion Duisbourg, Allemagne             |                                               |
| 22 octobre 1933 · 15:00 heure locale · Historique des rencontres | Rasselnberg (de) 21e · De Clercq 29e (csc) · Wigold (de) 53e · Hohmann 55e 57e 72e · Albrecht 56e · Kobierski 87e | (2 – 0) | Lamoot 89e | Spectateurs : 35 000 Arbitrage : Otto Ohlsson | Spectateurs : 35 000 Arbitrage : Otto Ohlsson |
| 22 octobre 1933 · 15:00 heure locale · Historique des rencontres | Rapport |         |            | Spectateurs : 35 000 Arbitrage : Otto Ohlsson | Spectateurs : 35 000 Arbitrage : Otto Ohlsson |

| Match amical                                                      | Belgique                          | 2 - 2   | Danemark            | Stade du Centenaire Laeken, Belgique                  |                                                       |
| 26 novembre 1933 · 14:00 heure locale · Historique des rencontres | Versyp 44e · S. Van Den Eynde 49e | (1 – 2) | Uldaler (en) 8e 34e | Spectateurs : 15 000 Arbitrage : Johannes van Moorsel | Spectateurs : 15 000 Arbitrage : Johannes van Moorsel |
| 26 novembre 1933 · 14:00 heure locale · Historique des rencontres | Rapport                           |         |                     | Spectateurs : 15 000 Arbitrage : Johannes van Moorsel | Spectateurs : 15 000 Arbitrage : Johannes van Moorsel |

## Les joueurs
| Joueurs               | Joueurs                  | Amical | Amical | Amical | Amical | Amical | Amical | Amical | Amical | Amical |
| --------------------- | ------------------------ | ------ | ------ | ------ | ------ | ------ | ------ | ------ | ------ | ------ |
| Gardiens de but       |                          |        |        |        |        |        |        |        |        |        |
| Robert Braet          | RCS Brugeois             | 90     |        | 82e    |        | 90     | 90     | 90     | 90     |        |
| Louis Vandenbergh     | Daring Club de Bruxelles |        | 90     | 82e    | 90     |        |        |        |        |        |
| André Vandeweyer      | Union Saint-Gilloise     |        |        |        |        |        |        |        |        | 90     |
| Défenseurs            |                          |        |        |        |        |        |        |        |        |        |
| Henri De Deken        | Royal Antwerp FC         | 90     | 90     | 90     | 90     | 90     | 90     | 90     | 90     |        |
| Nicolas Hoydonckx     | R Excelsior FC Hasselt   | 90     | 90     | 90     |        | 90     | 90     | 90     |        | 90     |
| Joseph Van Ingelgem   | Daring Club de Bruxelles | 90     | 90     | 90     |        | 90     | 90     | 90     | 90     | 90     |
| Philibert Smellinckx  | Union Saint-Gilloise     |        |        |        |        |        |        |        | 90     |        |
| Théodore Nouwens      | Racing Club de Malines   |        |        |        | 90     |        |        |        |        |        |
| Louis Verboven        | R Berchem Sport          |        |        |        | 90     |        |        |        |        |        |
| Albert Heremans       | Daring Club de Bruxelles |        |        |        |        |        |        |        |        | 90     |
| Milieux               |                          |        |        |        |        |        |        |        |        |        |
| Auguste Hellemans     | RFC Malinois             | 90     | 90     | 90     | 90     | 90     | 90     | 90     | 90     | 90     |
| Jean Claessens        | Union Saint-Gilloise     | 90     | 90     | 90     |        | 90     | 90     | 90     |        | 90     |
| Jean De Clercq        | Royal Antwerp FC         |        |        |        | 90     |        |        |        | 90     |        |
| Léon Torfs            | Daring Club de Bruxelles |        |        |        |        |        | 90     |        | 90     |        |
| Attaquants            |                          |        |        |        |        |        |        |        |        |        |
| Louis Versyp          | RFC Brugeois             | 90     | 90     | 90     | 90     | 90     |        | 90     |        | 90     |
| Jean Brichaut         | Standard de Liège        | 90     |        |        |        |        | 90     | 90     |        | 90     |
| Jean Capelle          | Standard de Liège        | 90     |        |        |        |        |        |        |        | 90     |
| Bernard Voorhoof      | K Liersche SK            | 90     | 90     | 90     | 90     | 90     | 90     | 90     | 90     |        |
| Stanley Van Den Eynde | R Beerschot AC           | 90     | 90     | 90     | 90     | 90     | 90     | 90     |        | 90     |
| Joseph Desmedt        | Royal Uccle Sport        |        | 90 ,   | 90     | 90     | 90     |        |        |        |        |
| Joseph Van Beeck      | Royal Antwerp FC         |        | 90     |        |        |        |        |        |        |        |
| François Vanden Eynde | Union Saint-Gilloise     |        |        | 90     |        |        |        |        |        |        |
| André Saeys           | RCS Brugeois             |        |        |        | 90 ,   | 90     | 90     | 90     | 90     | 90     |
| Robert Lamoot         | Daring Club de Bruxelles |        |        |        |        |        |        |        | 90 ,   |        |
| Pierre Weydisch       | Union Saint-Gilloise     |        |        |        |        |        |        |        | 90,    |        |

1. 1 2 3 4 5 6 7 8  Dernière sélection officielle pour le joueur.
2. 1 2 3 4 5 6 7  Première sélection officielle pour le joueur.
3. 1 2 3  Premier but officiel pour le joueur.

## Sources